# Into the Old Man's Shoes
Into the Old Man's Shoes è una canzone scritta ed interpretata da Elton John; il testo è di Bernie Taupin.
Dai tipici toni country rock, proviene dalle session di Tumbleweed Connection, ma nel 1970 non fu inclusa nell'LP, insieme alla versione originale di Madman Across the Water, che poi darà il titolo all'album omonimo. Fece da lato B alla celebre Your Song, realizzata come singolo in Gran Bretagna alla fine del 1970.
Mette in evidenza, oltre all'arrangiamento di Paul Buckmaster, i quotati session men che lavoravano con Elton in quel periodo, evidentissimi come in tutto l'album Tumbleweed Connection.
Il brano apparve in numerosi bootleg e raccolte, prima di essere incluso, nel 1995, nella versione rimasterizzata di Tumbleweed Connection.